# Estados Unidos en los Juegos Olímpicos de San Luis 1904
Estados Unidos estuvo representado en los Juegos Olímpicos de San Luis 1904 por un total de 524 deportistas, 518 hombres y 6 mujeres, que compitieron en 18 deportes.

## Medallistas
El equipo olímpico estadounidense obtuvo las siguientes medallas:
| Nombre | Deporte            | Competición                     |
| --- | ------------------ | ------------------------------- |
| Oro |                    |                                 |
| Archie Hahn | Atletismo          | 60 m M                          |
| Archie Hahn | Atletismo          | 100 m M                         |
| Archie Hahn | Atletismo          | 200 m M                         |
| Harry Hillman | Atletismo          | 400 m M                         |
| Harry Hillman | Atletismo          | 200 m vallas M                  |
| Harry Hillman | Atletismo          | 400 m vallas M                  |
| Jim Lightbody | Atletismo          | 800 m M                         |
| Jim Lightbody | Atletismo          | 1500 m M                        |
| Jim Lightbody | Atletismo          | 2590 m obstáculos M             |
| Thomas Hicks | Atletismo          | Maratón M                       |
| Frederick Schule | Atletismo          | 110 m vallas M                  |
| Ray Ewry | Atletismo          | Salto de longitud sin impulso M |
| Ray Ewry | Atletismo          | Triple salto sin impulso M      |
| Ray Ewry | Atletismo          | Salto de altura sin impulso M   |
| Myer Prinstein | Atletismo          | Salto de longitud M             |
| Myer Prinstein | Atletismo          | Triple salto M                  |
| Samuel Jones | Atletismo          | Salto de altura M               |
| Charles Dvorak | Atletismo          | Salto con pértiga M             |
| Ralph Rose | Atletismo          | Peso M                          |
| Martin Sheridan | Atletismo          | Disco M                         |
| John Flanagan | Atletismo          | Martillo M                      |
| Max Emmerich | Atletismo          | Triatlón M                      |
| Arthur Newton George Underwood Paul Pilgrim Howard Valentine David Munson                                                                          | Atletismo          | 4 millas por eqs. M             |
| George Finnegan | Boxeo              | 47,6 kg M                       |
| Oliver Kirk | Boxeo              | 52,2 kg M                       |
| Oliver Kirk | Boxeo              | 56,7 kg M                       |
| Harry Spanjer | Boxeo              | 61,2 kg M                       |
| Albert Young | Boxeo              | 65,8 kg M                       |
| Charles Mayer | Boxeo              | 71,7 kg M                       |
| Samuel Berger | Boxeo              | +71,7 kg M                      |
| Marcus Hurley | Ciclismo en pista  | 1/4 de milla M                  |
| Marcus Hurley | Ciclismo en pista  | 1/3 de milla M                  |
| Marcus Hurley | Ciclismo en pista  | 1/2 de milla M                  |
| Marcus Hurley | Ciclismo en pista  | 1 milla M                       |
| Burton Downing | Ciclismo en pista  | 2 millas M                      |
| Charles Schlee | Ciclismo en pista  | 5 millas M                      |
| Burton Downing | Ciclismo en pista  | 25 millas M                     |
| Albertson Van Zo Post | Esgrima            | Single sticks ind. M            |
| Julius Lenhart | Gimnasia artística | Concurso completo ind. M        |
| Anton Heida | Gimnasia artística | Barra fija M                    |
| Anton Heida | Gimnasia artística | Combinada M                     |
| Anton Heida | Gimnasia artística | Caballo con arcos M             |
| Anton Heida | Gimnasia artística | Salto de potro M                |
| Edward Hennig | Gimnasia artística | Barra fija M                    |
| Edward Hennig | Gimnasia artística | Mazas M                         |
| George Eyser | Gimnasia artística | Paralelas M                     |
| Herman Glass | Gimnasia artística | Anillas M                       |
| George Eyser | Gimnasia artística | Escalada de cuerda M            |
| George Eyser | Gimnasia artística | Salto de potro M                |
| John Grieb Anton Heida Max Hess Philip Kassel Julius Lenhart Ernst Reckeweg                                                                        | Gimnasia artística | Equipo M                        |
| Edward Cummins Kenneth Edwards Chandler Egan Walter Egan Robert Hunter Nathaniel Moore Mason Phelps Daniel Sawyer Clement Smoot Warren Wood        | Golf               | Equipo M                        |
| Oscar Osthoff | Halterofilia       | Levantamiento con una mano M    |
| Robert Curry | Lucha libre        | 105 lb (47,6 kg) M              |
| George Mehnert | Lucha libre        | 115 lb (52,2 kg) M              |
| Isidor Niflot | Lucha libre        | 125 lb (56,7 kg) M              |
| Benjamin Bradshaw | Lucha libre        | 135 lb (61,2 kg) M              |
| Otto Roehm | Lucha libre        | 145 lb (65,8 kg) M              |
| Charles Ericksenn | Lucha libre        | 158 lb (71,7 kg) M              |
| Bernhoff Hansenn | Lucha libre        | +158 lb (+71,7 kg) M            |
| Charles Daniels | Natación           | 220 yd libre M                  |
| Charles Daniels | Natación           | 440 yd libre M                  |
| Joe Ruddy Leo Goodwin Louis Handley Charles Daniels                                                                                                | Natación           | 4 × 50 yd libre M               |
| Frank Greer | Remo               | Scull individual (M1X) M        |
| John Mulcahy William Varley | Remo               | Doble scull (M2X) M             |
| Robert Farnan Joseph Ryan | Remo               | Dos sin timonel (M2-) M         |
| Arthur Stockhoff August Erker George Dietz Albert Nasse                                                                                            | Remo               | Cuatro sin timonel (M4-) M      |
| Frederick Cresser Michael Gleason Frank Schell James Flanagan Charles Armstrong Harry Lott Joseph Dempsey John Exley Louis Abell                   | Remo               | Ocho con timonel (M8+) M        |
| Charles Jacobus | Roque              | Individual M                    |
| George Sheldon | Saltos             | Plataforma 10 m M               |
| William Dickey | Saltos             | Salto de longitud M             |
| Beals Wright | Tenis              | Individual M                    |
| Beals Wright Edgar Leonard | Tenis              | Dobles M                        |
| Patrick Flanagan Sidney Johnson Oscar Olson Conrad Magnusson Henry Seiling                                                                         | Tira y afloja      | Equipo M                        |
| Matilda Howell | Tiro con arco      | Ronda nacional F                |
| Matilda Howell | Tiro con arco      | Ronda Columbia F                |
| Matilda Howell Jessie Pollock Emily Woodruff Leonie Taylor                                                                                         | Tiro con arco      | Equipo F                        |
| George Bryant | Tiro con arco      | Ronda York M                    |
| George Bryant | Tiro con arco      | Ronda americana M               |
| William Thompson Robert Williams Louis Maxson Galen Spencer                                                                                        | Tiro con arco      | Equipo M                        |
| Plata |                    |                                 |
| Nathaniel Cartmell | Atletismo          | 100 m M                         |
| Nathaniel Cartmell | Atletismo          | 200 m M                         |
| Frank Waller | Atletismo          | 400 m M                         |
| Frank Waller | Atletismo          | 400 m vallas M                  |
| William Hogenson | Atletismo          | 60 m M                          |
| Howard Valentine | Atletismo          | 800 m M                         |
| Frank Verner | Atletismo          | 1500 m M                        |
| Albert Corey | Atletismo          | Maratón M                       |
| Thaddeus Shideler | Atletismo          | 110 m vallas M                  |
| Frank Castleman | Atletismo          | 200 m vallas M                  |
| Charles King | Atletismo          | Salto de longitud sin impulso M |
| Charles King | Atletismo          | Triple salto sin impulso M      |
| Daniel Frank | Atletismo          | Salto de longitud M             |
| Frederick Englehardt | Atletismo          | Triple salto M                  |
| Garrett Serviss | Atletismo          | Salto de altura M               |
| LeRoy Samse | Atletismo          | Salto con pértiga M             |
| Joseph Stadler | Atletismo          | Salto de altura sin impulso M   |
| Wesley Coe | Atletismo          | Peso M                          |
| Ralph Rose | Atletismo          | Disco M                         |
| John DeWitt | Atletismo          | Martillo M                      |
| John Flanagan | Atletismo          | Peso de 56 lb M                 |
| John Grieb | Atletismo          | Triatlón M                      |
| Adam Gunn | Atletismo          | Decatlón M                      |
| Miles Burke | Boxeo              | 47,6 kg M                       |
| George Finnegan | Boxeo              | 52,2 kg M                       |
| Frank Haller | Boxeo              | 56,7 kg M                       |
| Jack Egan | Boxeo              | 61,2 kg M                       |
| Harry Spanjer | Boxeo              | 65,8 kg M                       |
| Benjamin Spradley | Boxeo              | 71,7 kg M                       |
| Charles Mayer | Boxeo              | +71,7 kg M                      |
| Burton Downing | Ciclismo en pista  | 1/4 de milla M                  |
| Burton Downing | Ciclismo en pista  | 1/3 de milla M                  |
| Edwin Billington | Ciclismo en pista  | 1/2 de milla M                  |
| Burton Downing | Ciclismo en pista  | 1 milla M                       |
| Oscar Goerke | Ciclismo en pista  | 2 millas M                      |
| George Wiley | Ciclismo en pista  | 5 millas M                      |
| Arthur Andrews | Ciclismo en pista  | 25 millas M                     |
| Charles Tatham | Esgrima            | Espada ind. M                   |
| Albertson Van Zo Post | Esgrima            | Florete ind. M                  |
| William Grebe | Esgrima            | Sable ind. M                    |
| William Scott O'Connor | Esgrima            | Single sticks ind. M            |
| Charles Tatham Fitzhugh Townsend Arthur Fox | Esgrima            | Florete por eqs. M              |
| Equipo | Fútbol             | Torneo M                        |
| George Eyser | Gimnasia artística | Combinada M                     |
| George Eyser | Gimnasia artística | Caballo con arcos M             |
| Julius Lenhart | Gimnasia artística | Triatlón M                      |
| Emil Voigt | Gimnasia artística | Mazas M                         |
| Anton Heida | Gimnasia artística | Paralelas M                     |
| William Merz | Gimnasia artística | Anillas M                       |
| Charles Krause | Gimnasia artística | Escalada de cuerda M            |
| Emil Beyer John Bissinger Arthur Rosenkampff Julian Schmitz Otto Steffen Max Wolf                                                                  | Gimnasia artística | Equipo M                        |
| Chandler Egan | Golf               | Individual M                    |
| John Cady Albert Lambert John Maxwell Burt McKinnie Ralph McKittrick Francis Newton Henry Potter Frederick Semple Stuart Stickney William Stickney | Golf               | Equipo M                        |
| Frederick Winters | Halterofilia       | Levantamiento con una mano M    |
| Oscar Osthoff | Halterofilia       | Levantamiento con dos manos M   |
| St. Louis Amateur Athletic Association | Lacrosse           | Torneo M                        |
| John Hein | Lucha libre        | 105 lb (47,6 kg) M              |
| Gustav Bauer | Lucha libre        | 115 lb (52,2 kg) M              |
| August Wester | Lucha libre        | 125 lb (56,7 kg) M              |
| Theodore McLear | Lucha libre        | 135 lb (61,2 kg) M              |
| Rudolph Tesing | Lucha libre        | 145 lb (65,8 kg) M              |
| William Beckmann | Lucha libre        | 158 lb (71,7 kg) M              |
| Frank Kuglern | Lucha libre        | +158 lb (+71,7 kg) M            |
| Scott Leary | Natación           | 50 yd libre M                   |
| Charles Daniels | Natación           | 100 yd libre M                  |
| Francis Gailey | Natación           | 220 yd libre M                  |
| Francis Gailey | Natación           | 440 yd libre M                  |
| Francis Gailey | Natación           | 880 yd libre M                  |
| David Hammond Bill Tuttle Hugo Goetz Raymond Thorne                                                                                                | Natación           | 4 × 50 yd libre M               |
| James Juvenal | Remo               | Scull individual (M1X) M        |
| Joseph McLoughlin John Hoben | Remo               | Doble scull (M2X) M             |
| John Mulcahy William Varley | Remo               | Dos sin timonel (M2-) M         |
| Frederick Suerig Martin Formanack Charles Aman Michael Begley                                                                                      | Remo               | Cuatro sin timonel (M4-) M      |
| Smith Streeter | Roque              | Individual M                    |
| Edgar Adams | Saltos             | Salto de longitud M             |
| Robert LeRoy | Tenis              | Individual M                    |
| Robert LeRoy Alphonzo Bell | Tenis              | Dobles M                        |
| Max Braun August Rodenberg Charles Rose William Seiling Orrin Upshaw                                                                               | Tira y afloja      | Equipo M                        |
| Emma Cooke | Tiro con arco      | Doble ronda nacional F          |
| Emma Cooke | Tiro con arco      | Doble ronda Columbia F          |
| Robert Williams | Tiro con arco      | Doble ronda York M              |
| Robert Williams | Tiro con arco      | Doble ronda aericana M          |
| Charles Woodruff William Clark Charles Hubbard Samuel Duvall                                                                                       | Tiro con arco      | Equipo M                        |
| Bronce |                    |                                 |
| George Poage | Atletismo          | 200 m vallas M                  |
| George Poage | Atletismo          | 400 m vallas M                  |
| Arthur Newton | Atletismo          | 2590 m obstáculos M             |
| Arthur Newton | Atletismo          | Maratón M                       |
| William Hogenson | Atletismo          | 100 m M                         |
| William Hogenson | Atletismo          | 200 m M                         |
| Clyde Blair | Atletismo          | 60 m M                          |
| Herman Groman | Atletismo          | 400 m M                         |
| Emil Breitkreutz | Atletismo          | 800 m M                         |
| Lacey Hearn | Atletismo          | 1500 m M                        |
| Lesley Ashburner | Atletismo          | 110 m vallas M                  |
| Robert Stangland | Atletismo          | Salto de longitud M             |
| Robert Stangland | Atletismo          | Triple salto M                  |
| Louis Wilkins | Atletismo          | Salto con pértiga M             |
| John Biller | Atletismo          | Triple salto sin impulso M      |
| Joseph Stadler | Atletismo          | Triple salto sin impulso M      |
| Lawson Robertson | Atletismo          | Salto de altura sin impulso M   |
| Lawrence Feuerbach | Atletismo          | Peso M                          |
| Ralph Rose | Atletismo          | Martillo M                      |
| James Mitchel | Atletismo          | Peso de 56 lb M                 |
| William Merz | Atletismo          | Triatlón M                      |
| Truxtun Hare | Atletismo          | Decatlón M                      |
| Fred Gilmore | Boxeo              | 56,7 kg M                       |
| Russell van Horn | Boxeo              | 61,2 kgM                        |
| Jack Egan | Boxeo              | 65,8 kg M                       |
| Joseph Lydon | Boxeo              | 65,8 kg M                       |
| William Michaels | Boxeo              | +71,7 kg M                      |
| Edwin Billington | Ciclismo en pista  | 1/4 de milla M                  |
| Edwin Billington | Ciclismo en pista  | 1/3 de milla M                  |
| Burton Downing | Ciclismo en pista  | 1/2 de milla M                  |
| Edwin Billington | Ciclismo en pista  | 1 milla M                       |
| Marcus Hurley | Ciclismo en pista  | 2 millas M                      |
| Arthur Andrews | Ciclismo en pista  | 5millas M                       |
| George Wiley | Ciclismo en pista  | 25 millas M                     |
| Albertson Van Zo Post | Esgrima            | Espada ind. M                   |
| Albertson Van Zo Post | Esgrima            | Sable ind. M                    |
| Charles Tatham | Esgrima            | Florete ind. M                  |
| William Grebe | Esgrima            | Single sticks ind. M            |
| Equipo | Fútbol             | Torneo M                        |
| William Merz | Gimnasia artística | Caballo con arcos M             |
| William Merz | Gimnasia artística | Salto de potro M                |
| Emil Voigt | Gimnasia artística | Anillas M                       |
| Emil Voigt | Gimnasia artística | Escalada de cuerda M            |
| William Merz | Gimnasia artística | Combinada M                     |
| Ralph Wilson | Gimnasia artística | Mazas M                         |
| George Eyser | Gimnasia artística | Barra fija M                    |
| John Duha | Gimnasia artística | Paralelas M                     |
| John Duha Charles Krause George Mayer Robert Maysack Philip Schuster Edward Siegler                                                                | Gimnasia artística | Equipo M                        |
| Burt McKinnie | Golf               | Individual M                    |
| Francis Newton | Golf               | Individual M                    |
| Douglass Cadwallader Jesse Carleton Harold Fraser Arthur Hussey Orus Jones Allan Lard George Oliver Simeon Price John Rahm Harold Weber            | Golf               | Equipo M                        |
| Frank Kugler | Halterofilia       | Levantamiento con una mano M    |
| Frank Kugler | Halterofilia       | Levantamiento con dos manos M   |
| Gustav Thiefenthalern | Lucha libre        | 105 lb (47,6 kg) M              |
| William Nelson | Lucha libre        | 115 lb (52,2 kg) M              |
| Zenon Strebler | Lucha libre        | 125 lb (56,7 kg) M              |
| Charles Clapper | Lucha libre        | 135 lb (61,2 kg) M              |
| Albert Zirkel | Lucha libre        | 145 lb (65,8 kg) M              |
| Jerry Winholtz | Lucha libre        | 158 lb (71,7 kg) M              |
| Frederick Warmbold | Lucha libre        | +158 lb (+71,7 kg) M            |
| Charles Daniels | Natación           | 50 yd libre M                   |
| Scott Leary | Natación           | 100 yd libre M                  |
| Francis Gailey | Natación           | 1 milla libre M                 |
| Jam Handy | Natación           | 440 yd libre M                  |
| Amedee Reyburn Gwynne Evans Marquard Schwarz Bill Orthwein                                                                                         | Natación           | 4 × 50 yd libre M               |
| Constance Titus | Remo               | Scull individual (M1X) M        |
| Joseph Ravannack John Wells | Remo               | Doble scull (M2X) M             |
| John Joachim Joseph Buerger | Remo               | Dos sin timonel (M2-) M         |
| Gus Voerg John Freitag Lou Heim Frank Dummerth | Remo               | Cuatro sin timonel (M4-) M      |
| Charles Brown | Roque              | Individual M                    |
| Frank Kehoe | Saltos             | Plataforma 10 m M               |
| Leo Goodwin | Saltos             | Salto de longitud M             |
| Alphonzo Bell | Tenis              | Individual M                    |
| Edgar Leonard | Tenis              | Individual M                    |
| Clarence Gamble Arthur Wear | Tenis              | Dobles M                        |
| Joseph Wear Allen West | Tenis              | Dobles M                        |
| Oscar Friede Charles Haberkorn Harry Jacobs Frank Kugler Charles Thias                                                                             | Tira y afloja      | Equipo M                        |
| Eliza Pollock | Tiro con arco      | Doble ronda nacional F          |
| Eliza Pollock | Tiro con arco      | Doble ronda Columbia F          |
| William Thompson | Tiro con arco      | Doble ronda York M              |
| William Thompson | Tiro con arco      | Doble ronda americana M         |
| George Bryant Wallace Bryant Cyrus Dallin Henry Richardson                                                                                         | Tiro con arco      | Equipo M                        |